# Arjan van Dijk (voetballer)
Arjan van Dijk (Utrecht, 17 januari 1987) is een Nederlands voormalig voetbalkeeper in het betaald voetbal.
In de jeugd begon van Dijk met voetballen bij het lokale SV Sporting 70 en later Elinkwijk, waarna hij naar de jeugd van Feyenoord vertrok. Op 6 maart 2009 maakte van Dijk zijn debuut in het het betaalde voetbal, bij SBV Excelsior, in de uitwedstrijd tegen FC Oss.Als vaste kracht in de basiself van Alex Pastoor in seizoen 2009/2010, promoveerde hij met Excelsior naar de Eredivisie door stadsgenoot Sparta te verslaan in de finale van de play-offs.
Van Dijk tekende een maand later bij RKC waarmee hij in 2011 kampioen werd van de Jupiler League en promotie naar de hoogste afdeling afdwong. In de eredivisie moest hij vervolgens twee jaar Jeroen Zoet voor zich dulden als eerste keeper, maar mocht hij in 2013 thuis tegen SC Heerenveen debuteren in de Eredivisie.In seizoen 2013/2014 kon hij zijn club niet meer behouden voor degradatie. Na nog een seizoen in de Jupiler League kwam hij aan het einde van zijn contract en besloot hij te stoppen met voetbal.

## Carrière
| Seizoen | Club         | Land               | Competitie     | Wed. | Goals |
| ------- | ------------ | ------------------ | -------------- | ---- | ----- |
| 2006/07 | Excelsior    | Vlag van Nederland | Eredivisie     | 0    | 0     |
| 2007/08 | Excelsior    | Vlag van Nederland | Eredivisie     | 0    | 0     |
| 2008/09 | Excelsior    | Vlag van Nederland | Eerste divisie | 3    | 0     |
| 2009/10 | Excelsior    | Vlag van Nederland | Eerste divisie | 37   | 0     |
| 2010/11 | RKC Waalwijk | Vlag van Nederland | Eerste divisie | 15   | 0     |
| 2011/12 | RKC Waalwijk | Vlag van Nederland | Eredivisie     | 0    | 0     |
| 2012/13 | RKC Waalwijk | Vlag van Nederland | Eredivisie     | 3    | 0     |
| 2013/14 | RKC Waalwijk | Vlag van Nederland | Eredivisie     | 12   | 0     |
| 2014/15 | RKC Waalwijk | Vlag van Nederland | Eredivisie     | 28   | 0     |
| Totaal  | Totaal       | Totaal             | Totaal         | 98   | 0     |